# Sex Wit You
Sex Wit You è un brano musicale R&B di Marques Houston estratto come singolo dall'album Naked.

## Classifiche
| Classifica (2005)                    | Posizione più alta |
| ------------------------------------ | ------------------ |
| U.S. Billboard Hot R&B/Hip-Hop Songs | 64                 |